# 処州
処州（處州、しょしゅう）は、中国にかつて存在した州。隋代から元初にかけて、現在の浙江省麗水市一帯に設置された。

## 概要
589年（開皇9年）、隋が南朝陳を滅ぼすと、処州が置かれた。592年（開皇12年）、処州は括州と改称された。
779年（大暦14年）、唐の徳宗の諱を避けるため、括州は処州と改称された。処州は江南東道に属し、麗水・松陽・縉雲・青田・遂昌・竜泉の6県を管轄した。
宋のとき、処州は両浙路に属し、麗水・竜泉・松陽・遂昌・縉雲・青田の6県を管轄した。1197年（慶元3年）、竜泉県松源郷に慶元県が置かれて、管轄県は7県となった。
1276年（至元13年）、元により処州は処州路総管府と改められた。処州路は江浙等処行中書省に属し、録事司と麗水・竜泉・松陽・遂昌・青田・縉雲・慶元の7県を管轄した。1359年、朱元璋により処州路は処州府と改められた。
明のとき、処州府は浙江省に属し、麗水・青田・縉雲・松陽・遂昌・竜泉・慶元・雲和・宣平・景寧の10県を管轄した。
清のとき、処州府は浙江省に属し、麗水・青田・縉雲・松陽・遂昌・竜泉・慶元・雲和・宣平・景寧の10県を管轄した。
1913年、中華民国により処州府は廃止された。